# Pont couvert de Bad Säckingen
Le pont couvert de Bad Säckingen (en allemand : Holzbrücke Bad Säckingen) est un pont couvert en bois, sur le Rhin. Il relie la ville allemande de Bad Säckingen avec la commune de Stein en Suisse. Avec ses 203,7 mètres (206,5 mètres avec des avant-toits), il est le plus long pont couvert en bois d'Europe. La ville de Bad Säckingen a prélevé un péage pour sa traversée de 1416 à 1869. Depuis 1979, il ne sert plus qu'au passage des piétons et des cyclistes.

## Histoire
Le pont est mentionné pour la première fois dans les annales de Colmar en 1272. Il comportait à l'époque douze piliers en bois. Selon des hypothèses non confirmées, il existait 200 ans plus tôt à cet endroit une liaison sur le fleuve.  Au cours de son existence, il a été plusieurs fois abimé ou détruit, notamment en 1408 par la débâcle des glaces et en 1343, 1480 et 1570 par les crues. C'est de cette époque que datent les sept piliers en pierre, les quatre premiers sont construits de 1570 à 1590 et les trois derniers de 1620 à 1630. La partie supérieure en bois est détruite en 1633 pendant la guerre de Trente Ans et le pont est alors remplacé par un bac. Il n'est reconstruit qu'après la fin de la guerre en 1653-1662. Il est à nouveau détruit en 1678 par les troupes françaises pendant la guerre de Hollande et réparé en 1690-1700. Alors que des deux côtés du Rhin la région faisait partie de l'Autriche antérieure des Habsbourg jusqu'en 1797, le pont devient dès lors transfrontalier puisqu'à la suite des guerres napoléoniennes, la rive gauche finit par être intégrée dans la République helvétique en 1802 et la rive droite dans le grand-duché de Bade en 1806. Le pont est rénové plusieurs fois au XVIIIe et au XIXe siècle et la plus grande partie des éléments en bois date de la période 1700-1830. Il a été envisagé de le démolir en 1932. Un pont moderne est finalement construit un peu plus en aval en 1979 pour prendre en charge la circulation motorisée, le Fridolinsbrücke (de).

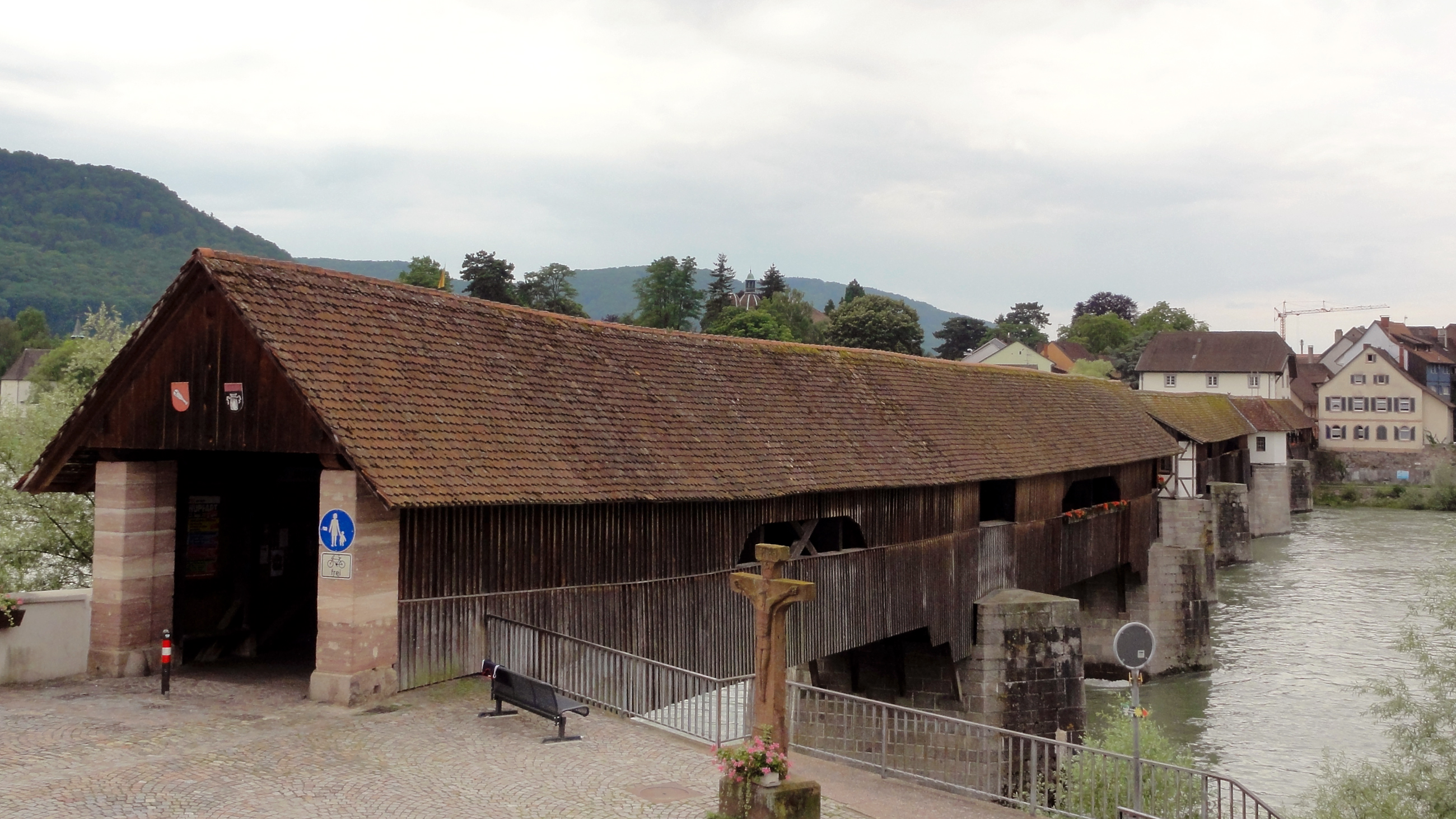
Le pont côté suisse

Entre 1960 et 1963, les vieux piliers en pierre ont été remplacés par des piliers en béton dont seul l'habillage en pierre naturelle correspond à l'apparence de l'ancienne construction. Ce travail a été rendu nécessaire par la construction de la centrale électrique de Bad Säckingen (de)  qui a entraîné un abaissement de trois mètres du niveau du fleuve. Par la suite, en raison des risques d'invasion du pays liés à la guerre froide, l'armée suisse a caché plusieurs centaines de kilogrammes de TNT dans deux piliers afin de faire sauter le pont en cas de nécessité. Les explosifs ont été retirés en 2014 à l'occasion de travaux d'assainissement qui ont coûté 430 000 euros.
Le pont a été inscrit dans la liste des biens culturels d'importance nationale en Suisse en 1994 et il est également protégé en Allemagne.

## Description
Le pont est construit avec 520 m³ de bois de chêne et d'épicéa. En raison des irrégularités du terrain, les piliers ne sont pas parfaitement alignés et les portées sont irrégulières, variant de 21,2 à 31,1 m. La largeur est de 3,4 à 3,8 m au niveau des extrémités qui étaient initialement protégées par des ponts-levis. La largeur atteint 5 m au milieu du pont. Le toit à deux pans est recouvert par des tuiles alsaciennes. Le deuxième pilier du côté de Säckingen supporte de chaque côté une chapelle polygonale avec un toit en croupe dont l'une abrite une statue en bois de saint François-Xavier. La chapelle au toit en appentis située sur le quatrième pilier du côté amont inclut une statue baroque en bois polychrome de Jean Népomucène, saint patron des ponts. Elle a été léguée en 1712 par le chanoine Patrik Petrus Stuart de la maison d'Écosse. Le pont porte de nombreuses inscriptions.

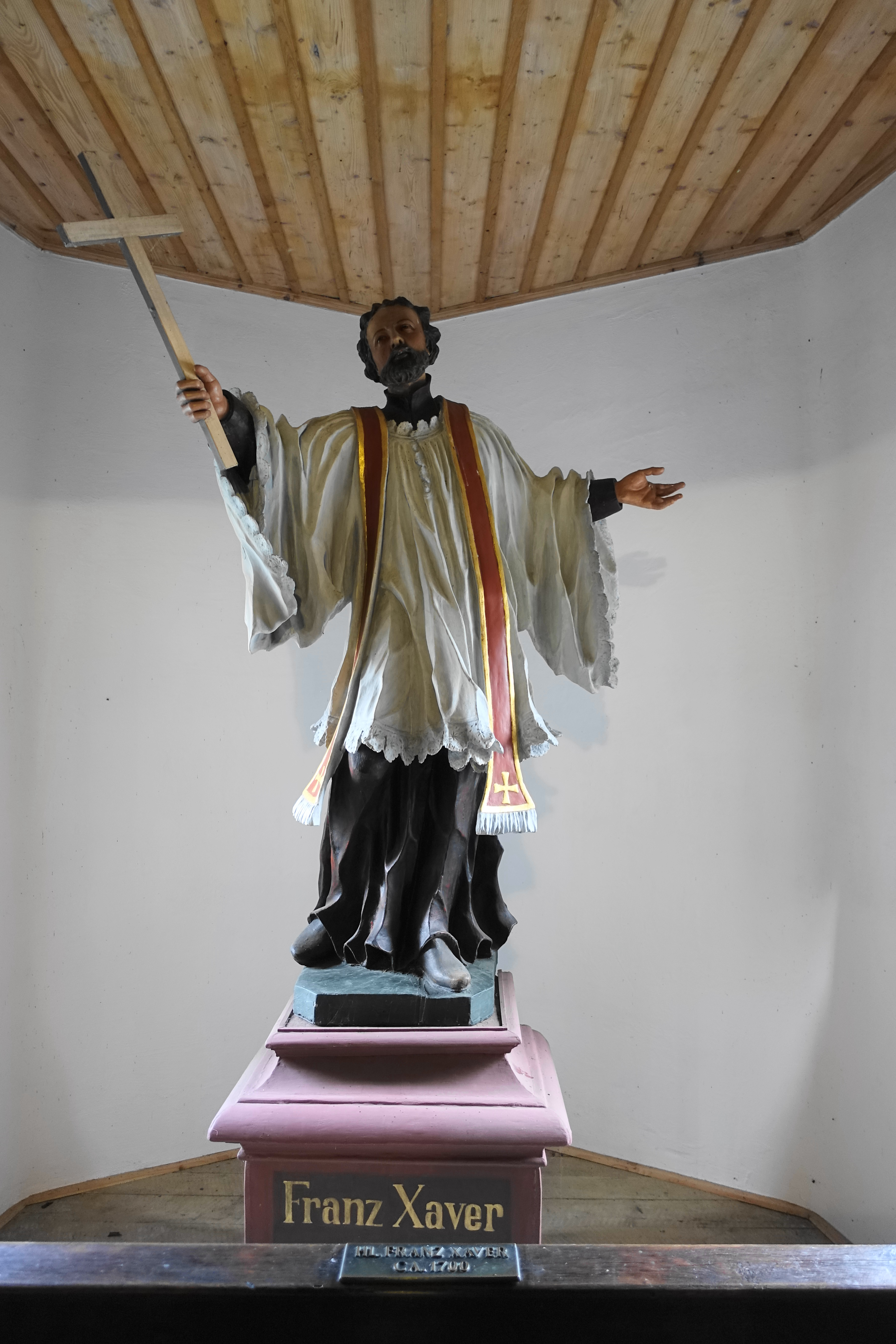
François-Xavier
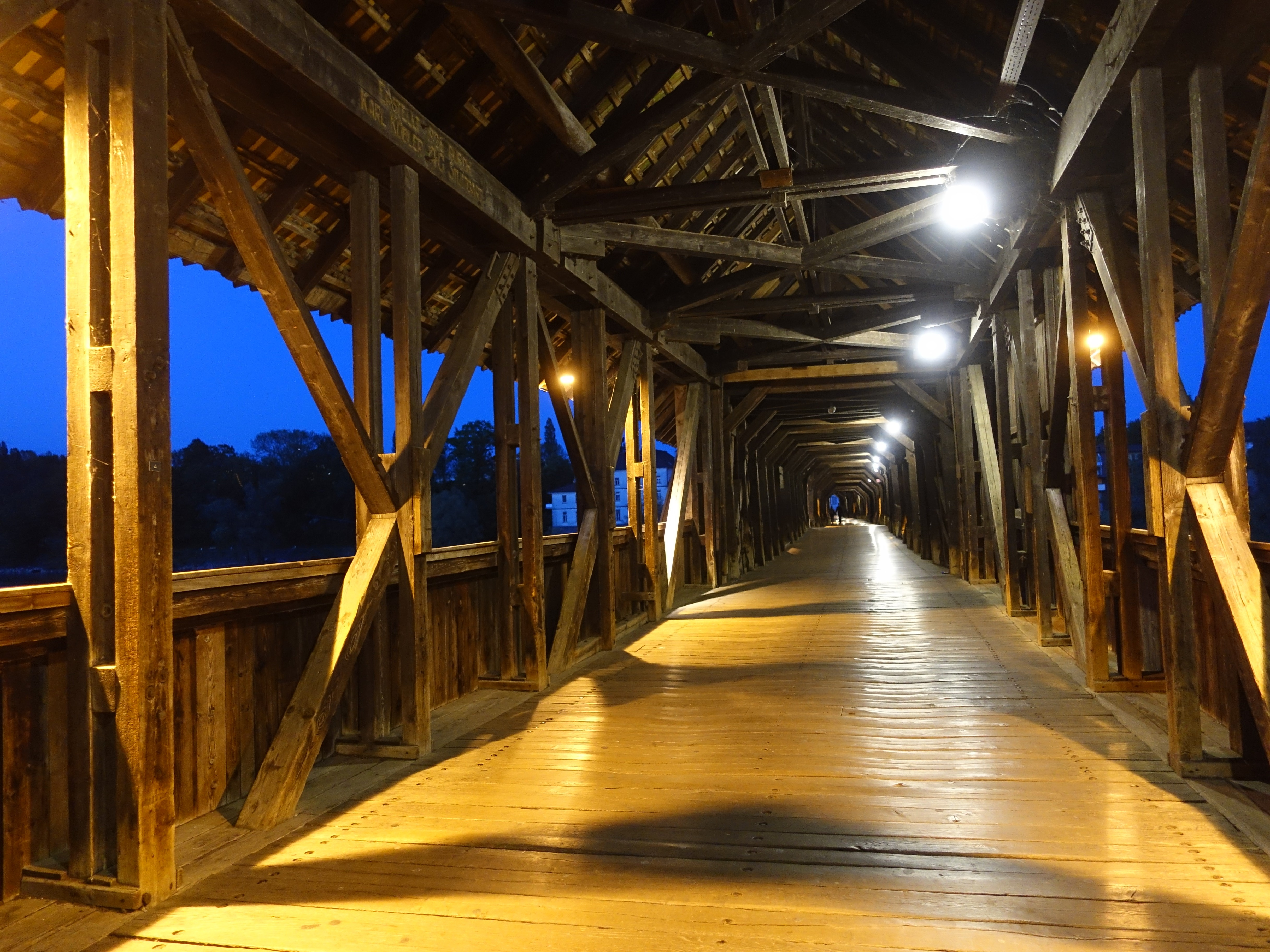
Vue interne
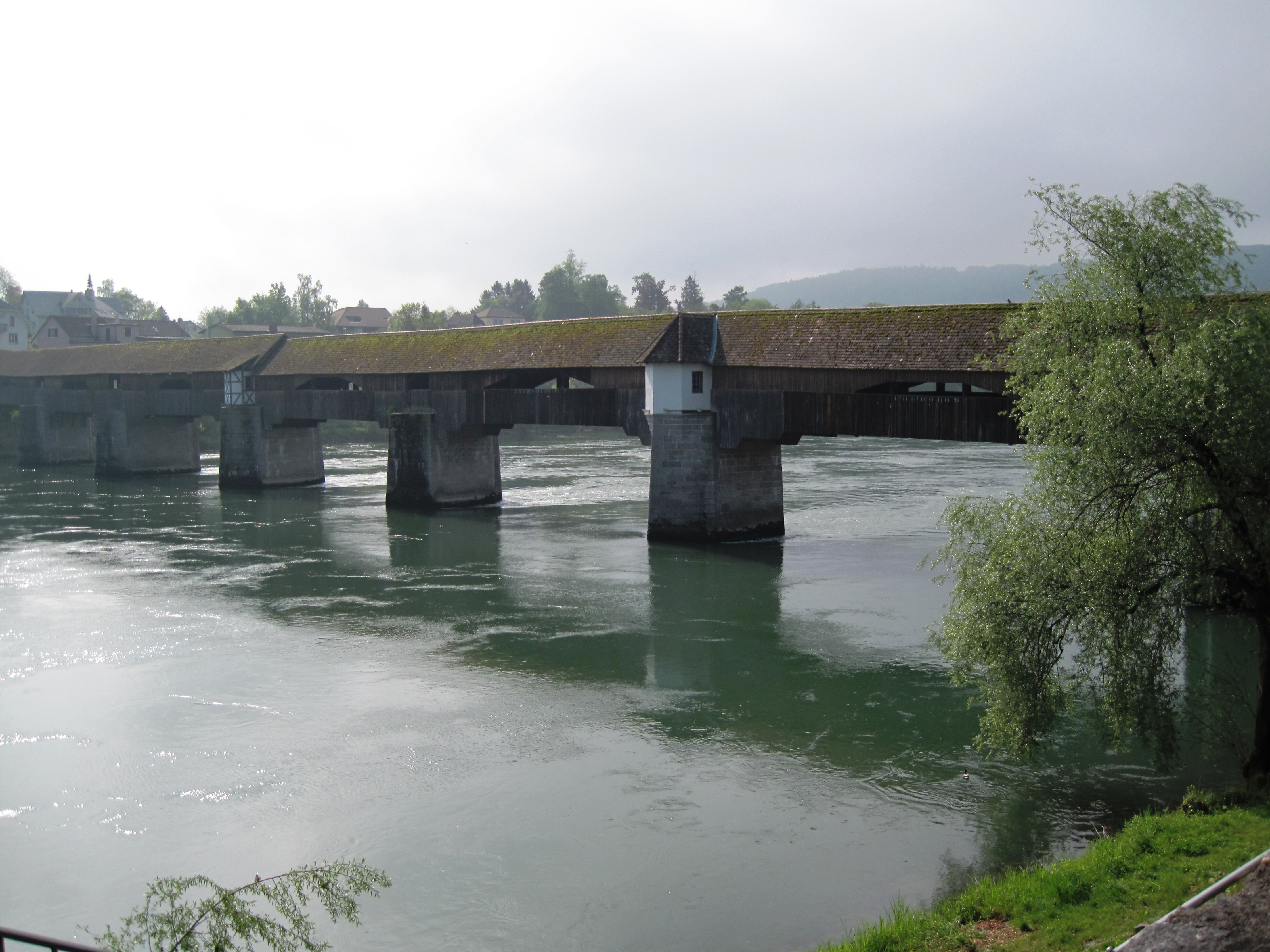
Vue amont du pont avec les chapelles
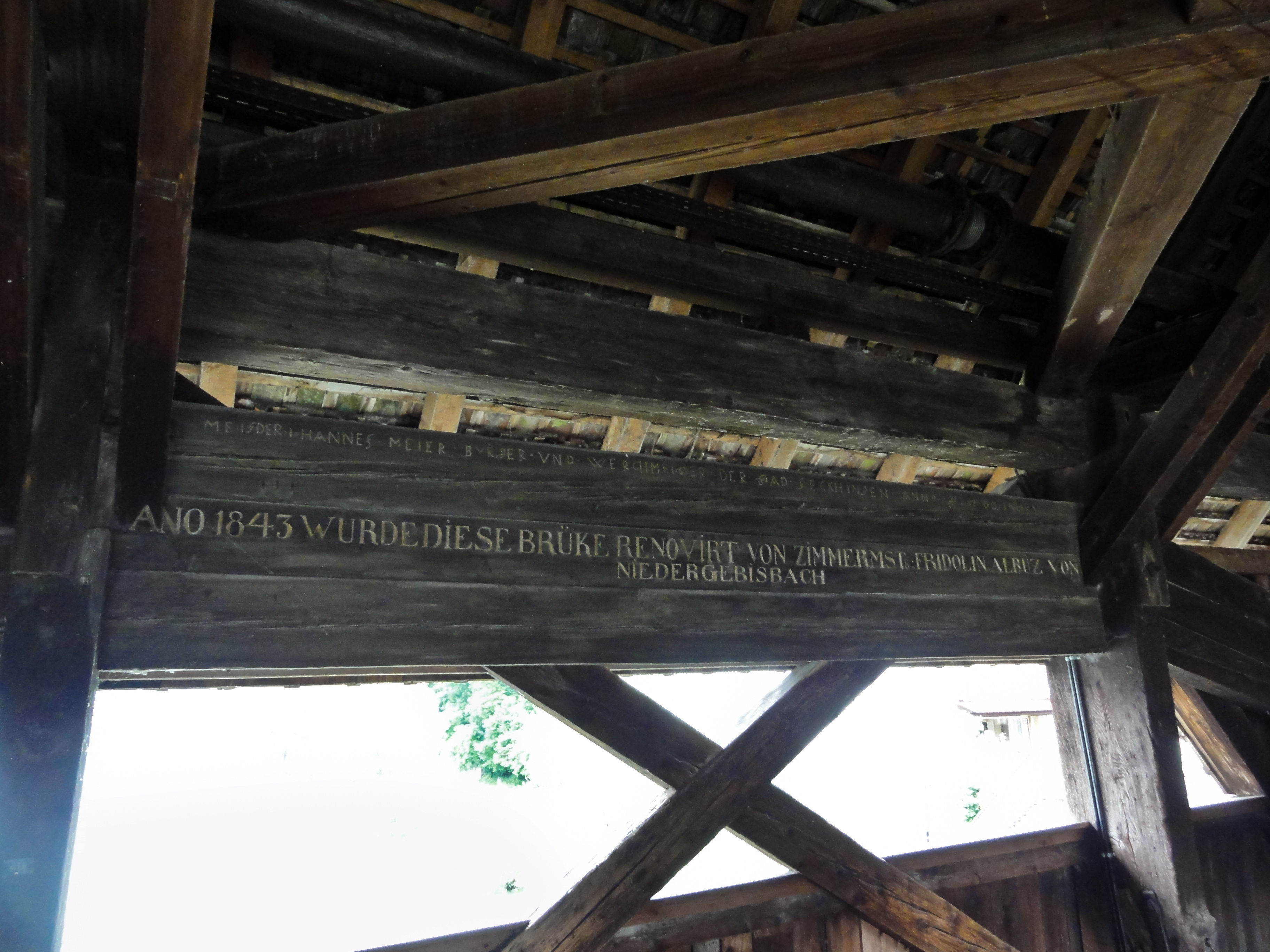
Inscriptions pour les rénovations
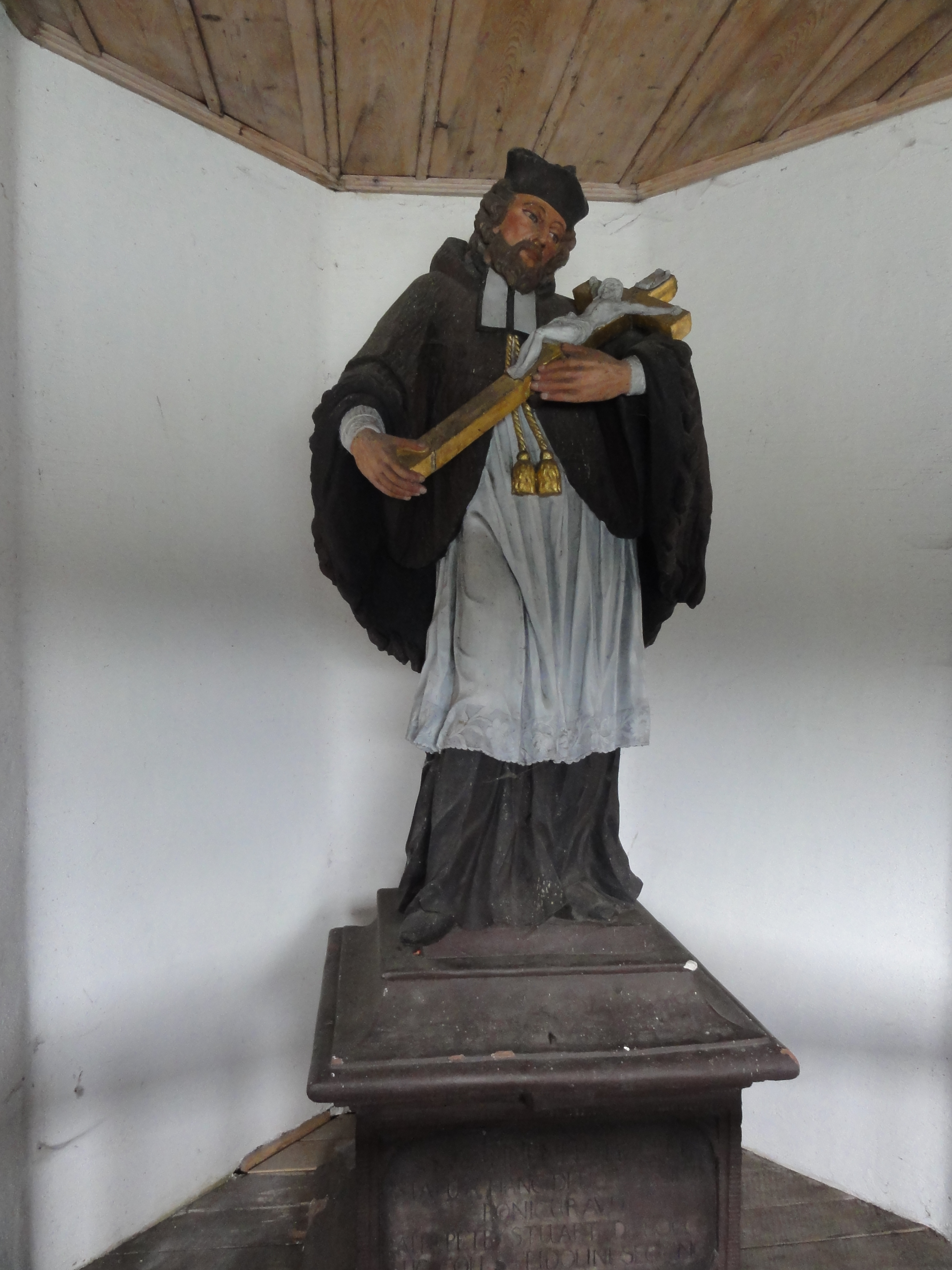
Jean Népomucène